# Bruine hyena
De bruine hyena of strandwolf (Hyaena brunnea, synoniem: Parahyaena brunnea) is een van de vier nog levende soorten hyena's. Hij is nauw verwant aan de gestreepte hyena en samen worden ze ook wel tot hetzelfde geslacht, Hyaena, gerekend.

## Kenmerken
De bruine hyena heeft een ruige, donkerbruine tot zwarte vacht, met een lichtgele kraag om de hals, die als maan dient bij volwassen dieren, en een grijzig gezicht. Over de poten lopen witte horizontale strepen. De staart is kort en donker van kleur. De losse, ruige vacht kan bij conflicten worden opgezet, waardoor het dier groter en indrukwekkender lijkt.
Hij wordt ongeveer 110 tot 161 centimeter lang, met een 21 tot 30 centimeter lange staart. De schouderhoogte bedraagt zo'n 72 tot 88 centimeter. De bruine hyena weegt tussen de 28 en de 55 kilogram. Mannetjes worden groter dan vrouwtjes.

## Leefwijze
De bruine hyena is een nachtdier. Overdag rust hij in een zelfgegraven hol (tot 150 centimeter diep), een natuurlijk hol tussen de rotsen of in het hol van een aardvarken.
Hij eet voornamelijk aas, maar ook afgevallen vruchten. Soms maken ze actief jacht op kleine en middelgrote zoogdieren als de springhaas, jonge antilopen en de grootoorvos, kleine gewervelden als kikkers en hagedissen en ongewervelden. Langs de kust van Namibië zoeken ze naar dode welpen van de Zuid-Afrikaanse zeebeer, aangespoelde walvissen en andere dode zeedieren. Op de vuilnisbelten van Johannesburg, Pretoria en andere grote steden zoeken ze ook naar voedsel. De bruine hyena eet per dag gemiddeld 2,8 kilogram.
De dieren foerageren alleen, omdat ze zelden voedsel vinden waar meer dan één hyena van kan leven. Bij grote karkassen houden zich zelden meer dan drie dieren op. Tijdens het foerageren kunnen ze afstanden afleggen van wel 54 kilometer.
Bruine hyena's kennen geen vaste sociale structuur. Ze leven solitair, in paren of in kleine, losse groepen, die kunnen bestaan uit zes tot vijftien dieren, en bestaan uit tot drie volwassen mannetjes en vijf volwassen vrouwtjes. Als de dieren oud genoeg zijn om op zichzelf te staan, kunnen ze bij de groep blijven of gaan rondzwerven. Sommige dieren blijven hun hele leven bij dezelfde troep. Een groep houdt een los territorium bij, dat veelvuldig wordt gemarkeerd. Markeren gebeurt door geurvlaggen en latrines.

## Voortplanting
Bruine hyena's planten zich het gehele jaar door voort. Het vrouwtje paart met meerdere mannetjes, zowel groepsleden als rondzwervende mannetjes. Een vrouwtje krijgt per worp één tot vijf (gemiddeld twee tot vier) jongen na een draagtijd van 97 dagen. Ze worden blind en doof geboren in een ondergronds hol. Het vrouwtje zondert zich de eerste paar maanden af van de rest van de groep. Meestal krijgt één vrouwtje in de groep een nest, maar ook andere vrouwtjes mogen zich voortplanten. Jongen worden in zulke situaties na enkele maanden door alle zogende vrouwtjes gezoogd, en de jongen worden bij elkaar verzorgd in een gezamenlijk hol. De jongen worden twaalf tot vijftien maanden lang gezoogd. Na drie maanden eten ze hun eerste vaste voedsel. Na 18 maanden verlaten ze meestal het nest. Vrouwtjes zijn na twee tot drie jaar geslachtsrijp.

## Verspreiding en leefgebied

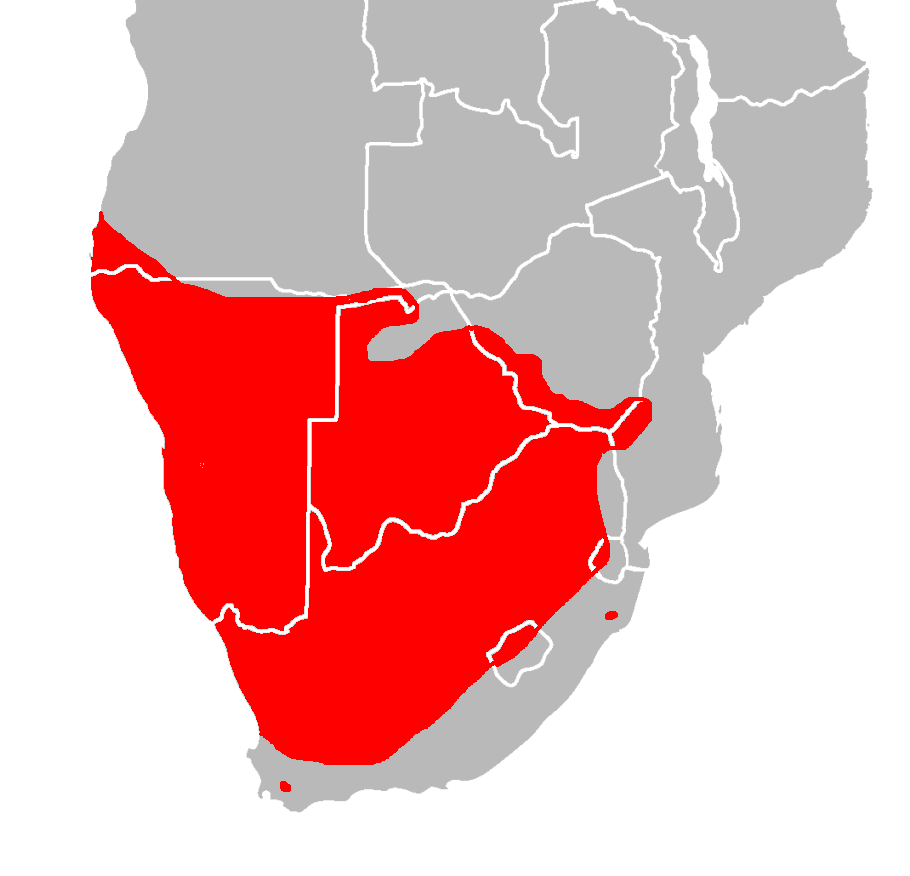
Leefgebied

De bruine hyena leeft in westelijk Zuid-Afrika, Zimbabwe, Namibië en Zuid-Angola. Hij komt meer dan de andere hyena's in woestijnen voor, voornamelijk in de Kalahari en de Namibwoestijn. Ook komt hij voor in drogere, met struiken begroeide steppen en savannes. Ook langs de woestijnkust van Namibië komen ze geregeld voor.